# Posłowie na Sejm Republiki Łotewskiej X kadencji

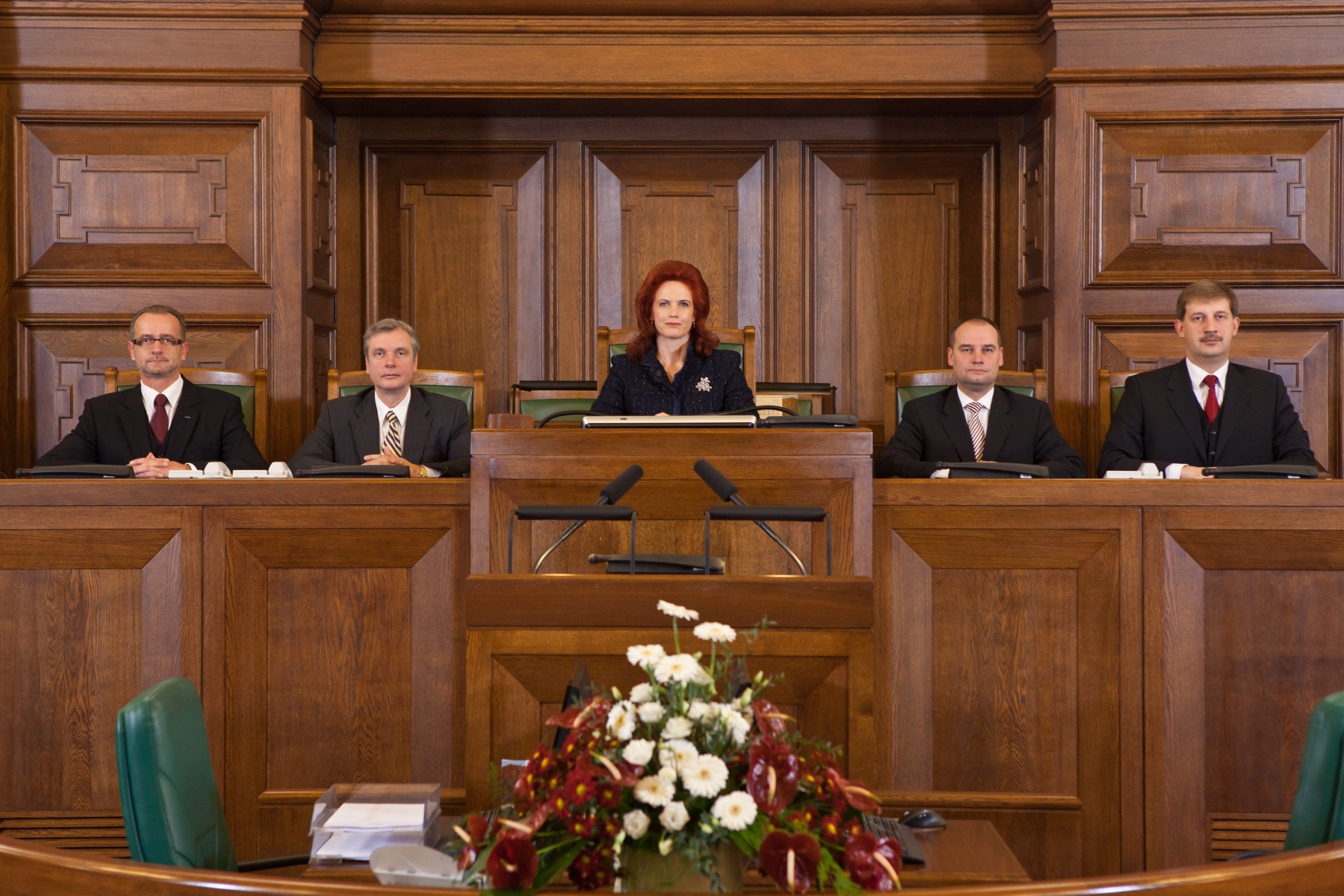
Prezydium Sejmu Republiki Łotewskiej X kadencji (od lewej): Dzintars Rasnačs, Kārlis Šadurskis, Solvita Āboltiņa, Gundars Daudze i Andriej Klementiew

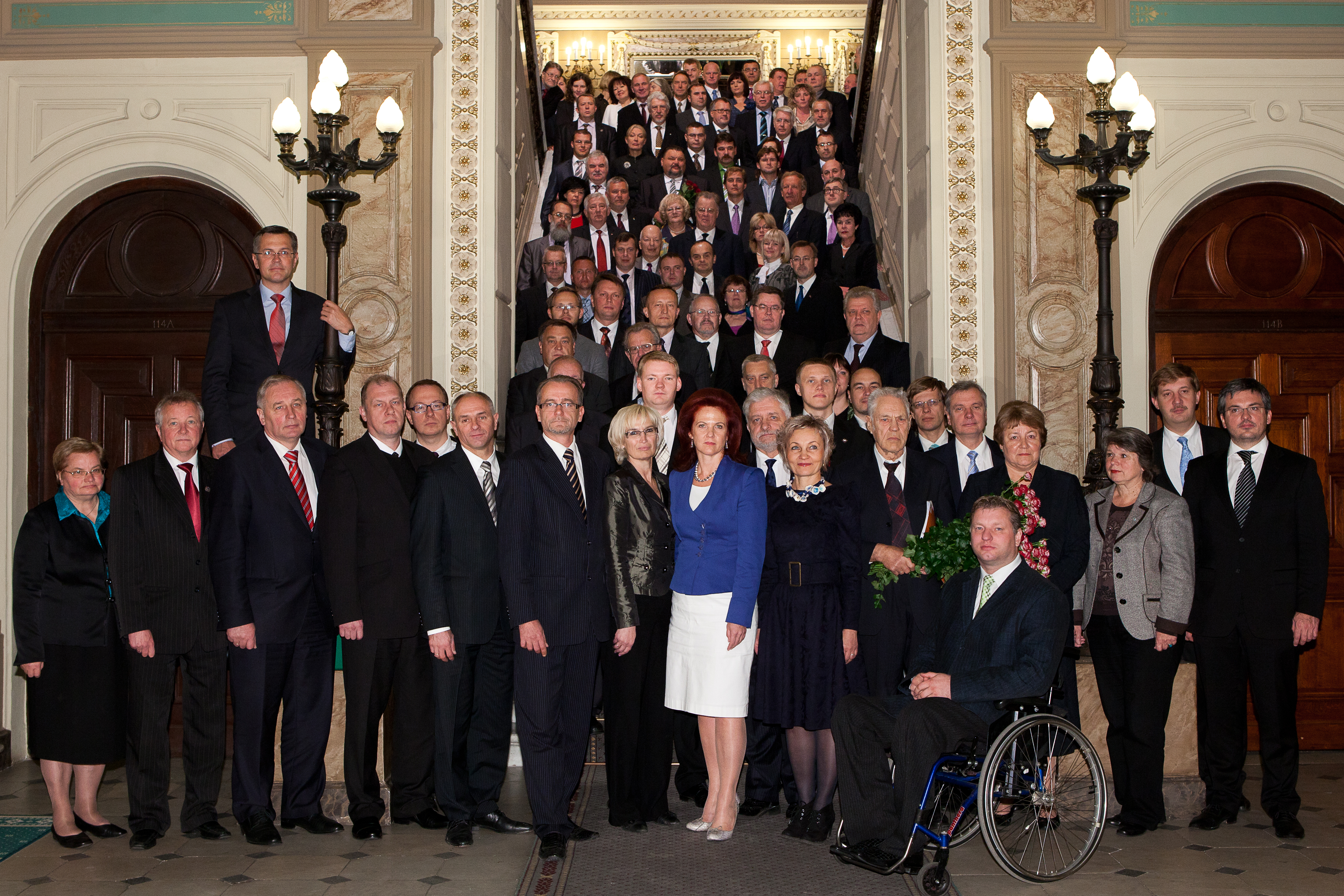
Zbiorowa fotografia posłów na Sejm – 13 października 2011 r.

Posłowie na Sejm Republiki Łotewskiej X kadencji zostali wybrani w wyborach w dniu 2 października 2010 z pięciu list wyborczych. 
1. "Jedność" – 33 mandaty. 
- Posłowie z okręgu Ryga: 
  - Ģirts Valdis Kristovskis (PS)
    - Linda Mūrniece (JL; od 4 do 17 listopada 2010)
    - Uģis Rotbergs (PS; od 17 listopada 2010)

  - Ojārs Kalniņš (PS)
  - Lolita Čigāne (PS)
  - Rasma Kārkliņa (PS)
  - Ints Dālderis (JL)
  - Inguna Rībena (JL)
  - Andris Buiķis (JL)
  - Ilze Viņķele (PS)
  - Imants Viesturs Lieģis (PS)

- Posłowie z okręgu Vidzeme: 
  - Valdis Dombrovskis (JL)
    - Ilze Vergina (PS; od 4 listopada 2010)

  - Artis Pabriks (SCP)
    - Liene Liepiņa (JL; od 4 listopada 2010)

  - Ilma Čepāne (PS)
  - Ainars Latkovskis (JL)
  - Ina Druviete (PS)
  - Edvards Smiltēns (SCP)
  - Andris Vilks (PS)
    - Andis Caunītis (JL; od 4 listopada 2010)

  - Arvils Ašeradens (PS)
  - Dzintars Ābiķis (SCP)
  - Guntars Galvanovskis (JL)
    - Juris Žūriņš (PS; od 21 lipca 2011)

  - Dzintra Hirša (PS)
  - Ingmārs Čaklais (PS)

- Posłowie z okręgu Łatgalia: 
  - Aleksejs Loskutovs (SCP)
  - Kārlis Šadurskis (PS)

- Posłowie z okręgu Kurlandia:
  - Solvita Āboltiņa (JL)
  - Janīna Kursīte-Pakule (PS)
  - Silva Bendrāte (JL)
  - Ingrīda Circene (JL)

- Posłowie z okręgu Semigalia:
  - Sarmīte Ēlerte (PS)
    - Jānis Reirs (JL; od 4 listopada 2010)

  - Artis Kampars (JL)
    - Ansis Saliņš (PS; od 4 listopada 2010)

  - Dzintars Zaķis (JL)
  - Atis Lejiņš (SCP)
  - Aigars Štokenbergs (SCP)
    - Aivars Volfs (bezp.; od 4 listopada 2010)

  - Klāvs Olšteins (JL) (od 3 listopada 2010)
    - Madars Lasmanis (JL, od 1 lipca 2011)

2. Centrum Zgody – 29 mandatów. 
- Posłowie z okręgu Ryga:
  - Jānis Urbanovičs
  - Siergiej Dołgopołow
  - Andriej Klementiew
  - Artūrs Rubiks
  - Boriss Cilevičs
  - Sergiej Mirski
  - Nikołaj Kabanow
  - Igor Pimonow
  - Mihails Zemļinskis
  - Igor Mielnikow
  - Aleksiej Chołostow
  - Nikita Nikiforow
  - Igor Zujew

- Posłowie z okręgu Vidzeme:
  - Iwan Klementiew
  - Jānis Ādamsons (od 4 listopada 2010)
  - Juris Silovs
    - od 28 kwietnia 2011 Wiktor Jakowlew

  - Aleksandr Sakowski

- Posłowie z okręgu Łatgalia:
  - Jānis Tutins
  - Raimonds Rubiks
  - Iwan Ribakow
  - Władimir Nikonow
  - Aleksandr Jakimow
  - Aleksiej Burunow
  - Siergiej Fiodorow
  - Dmitrijs Rodionovs

- Posłowie z okręgu Kurlandia:
  - Walerij Agieszyn
  - Walerij Krawcow

- Posłowie z okręgu Semigalia:
  - Walentin Grigoriew
  - Witalij Orłow

3. Związek Zielonych i Rolników – 22 mandaty. 
- Z okręgu Ryga: 
  - Raimonds Vējonis
    - Māris Dzelzskalns (od 4 listopada 2010)

  - Kārlis Seržants
  - Jānis Strazdiņš

- Z okręgu Vidzeme:
  - Jānis Dūklavs
    - Laimis Šāvējs (od 4 listopada 2010)

  - Ingmārs Līdaka
  - Iveta Grigule
  - Armands Krauze
    - Didzis Zemmers (od 4 listopada 2010)

  - Vitauts Staņa
  - Andris Bērziņš
    - Inese Aizstrauta (od 1 lipca 2011)

- Z okręgu Semigalia:
  - Augusts Brigmanis
  - Andris Bērziņš
  - Uldis Augulis
    - Guntis Rozītis (od 4 listopada 2010)

  - Dace Reinika
  - Aivars Dronka

- Z okręgu Łatgalia:
  - Staņislavs Šķesters
  - Jānis Klaužs
  - Rihards Eigims

- Z okręgu Kurlandia:
  - Gundars Daudze
  - Aija Barča
  - Dana Reizniece
  - Oskars Zīds
  - Jānis Vucāns

4. "O lepszą Łotwę"
- Z okręgu Ryga: 
  - Ainārs Šlesers (LPP/LC)
  - Inese Šlesere (LPP/LC)
    - Andris Bērziņš (LPP/LC; od 14 kwietnia 2011[1])

- Z okręgu Kurlandia:
  - Edgars Zalāns (TP)

- Z okręgu Vidzeme:
  - Māris Kučinskis (TP)
  - Guntis Ulmanis

- Z okręgu Łatgalia:
  - Rita Strode (LPP/LC)
  - Imants Bekešs

- Z okręgu Semigalia: 
  - Andris Šķēle (TP)

5. Zjednoczenie Narodowe "Wszystko dla Łotwy! – Dla Ojczyzny i Wolności/Łotewski Narodowy Ruch Niepodległości"
- Z okręgu Ryga:
  - Dzintars Rasnačs (TB/LNNK)
  - Einārs Cilinskis (VL)

- Z okręgu Vidzeme:
  - Raivis Dzintars (VL)
  - Visvaldis Lācis[2] (VL)
  - Jānis Dombrava (VL)

- Z okręgu Łatgalia:
  - Inese Laizāne (VL)

- Z okręgu Kurlandia:
  - Gaidis Bērziņš (TB/LNNK)

- Z okręgu Semigalia:
  - Imants Parādnieks (VL)